# 新贝特农村居民点
新贝特农村居民点（俄语：Новобытовское сельское поселение）是俄罗斯联邦伏尔加格勒州尼古拉耶夫斯克区所属的一个农村居民点。其下辖有1个居民点，行政中心为新贝特。据2016年统计，该农村居民点的人口为755人。